# Єврейська поліція
Єврейська полі́ція — розповсюджена назва «Єврейська служба порядку» (ЙОД) (нім. Judischer Ordnungsdienst JOD, пол. Żydowska Służba Porządkowa ŻSP), органу котрий забезпечував порядок, який утворювався у кожному єврейському гетто під час нацистської окупації. 

## Історія
Єврейська поліція існувала протягом 1939–1943 років. Ініціатором створення єврейської поліції був гаупштурмфюрер СС Алоїс Бруннер, заступник Адольфа Ейхмана.

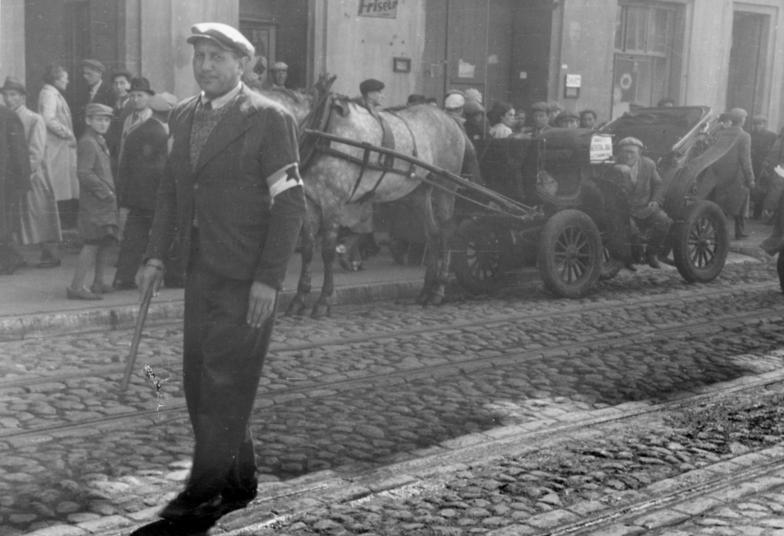
Співробітник єврейської поліції. Гетто у Лодзі

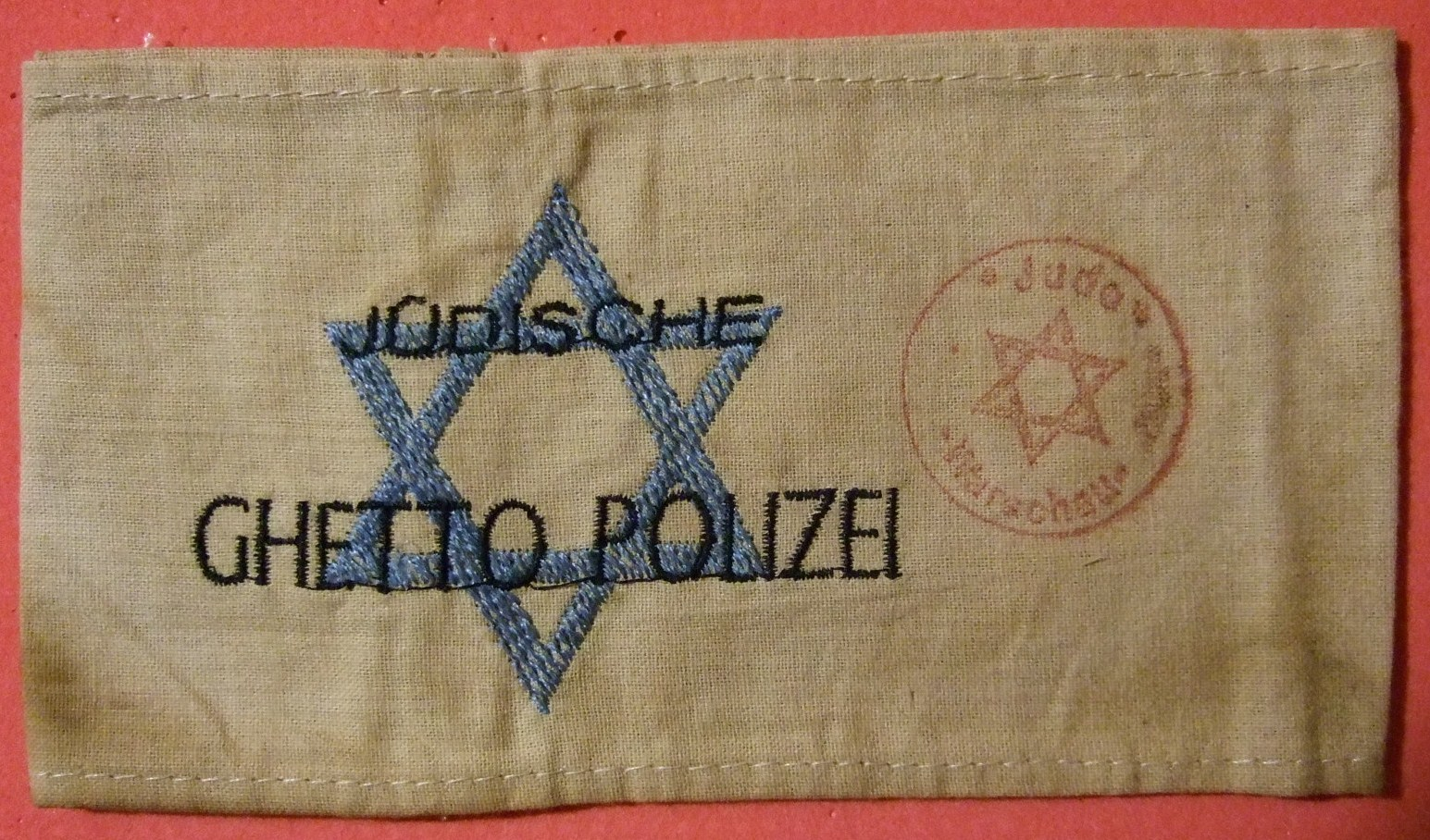
Нарукавна пов'язка співробітника єврейської поліції Варшавського ґетто

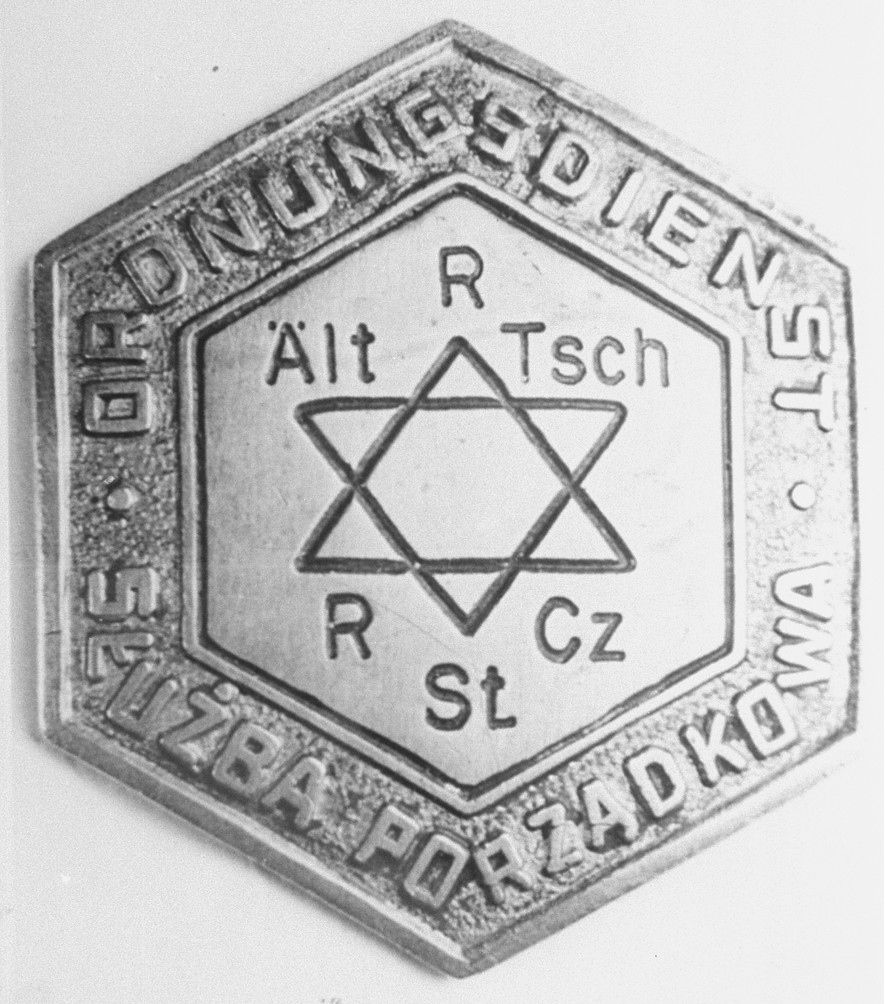
Нагрудний значок єврейської поліції у Ченстоховському ґетто

Єврейські поліціянти брали участь у розстрілах. 27 жовтня 1942 року 7 членів єврейської поліції під керівництвом начальника Вільнюського гетто С. Деслера в Ошмянах (Білорусь) брали участь у масовому вбивстві 406 осіб. Єврейські поліціянти Вільнюського гетто супроводжували колони євреїв у Панеряйя до місця масових вбивств. Також у Вільнюському гетто 1942 року єврейської поліцією було повішено 6 євреїв за кримінальні злочини.
Внутрішня поліція активно допомагала нацистам у переслідуванні інших євреїв, у тому числі у їх відправленні до концтаборів. Наприкінці березня 1942 року єврейське населення Львова вивозили до табору смерти Белжець, як допоміжну силу нацисти використовували єврейську поліцію. 25 березня від 6-го комісаріяту до акції було залучено 12 німецьких поліцейських, 22 українських і 40 єврейських, 27 березня — 12 німців, 23 українці, і 39 євреїв. Того ж таки 25 березня від 1-го комісаріату акцію проводили 10 німецьких, 20 українських і 40 єврейських поліцейських. 27 березня від 4-го комісаріяту брало участь 16 німецьких, 31 український та 38 єврейських поліцейських.
Попри первинні обіцянки залишити живими поліцаїв та їх родини, згодом нацисти перестали дотримуватись попередніх угод. Більшість членів єврейської поліції та їх сім'ї зрештою спіткала доля інших жертв Голокосту. Саме це, зокрема, стало причиною приєднання частини поліцаїв до повстання у Варшавському гетто — завершуючи ліквідацію гетто, нацисти почали масово заарештовувати осіб, які з ними співпрацювали.
Також відомі факти участі поліції у русі опору в Ризькому гетто.

### Львівський підрозділ
У львівському юденраті «службою порядку» була юдейська поліція дистрикту Галичина в кількості близько 500 осіб. Формені кашкети поліціянтів були увінчані шестикінечною зіркою з буквами «JOL», що означало «Юдише орднунг Лемберг» — «юдейський порядок Львова». Більшість з цих людей обрали шлях виживання шляхом тісної співпраці з нацистами. Деякі євреї служили штатними агентами гестапо — повідомляли про приховані цінності, а також про підпільників.

## Структура
Формально підпорядковувалась юденратам — радам, які очолювали відповідні гетто, та референтам з єврейських питань відповідних обласних комісаріатів. Комплектування єврейської поліції проходило за участю німців та керівництва юденратів. Зброї єврейська поліція зазвичай не мала — членам поліції дозволялось носити тільки гумові кийки. Однак деякі єврейські поліціянти були озброєні вогнепальною зброєю для постійного носіння, з дозволу німецької влади. На чолі поліції Варшавського гетто стояв колишній полковник польської поліції Юзеф Шерінський.

### Повноваження
Функції можна поділити на три складові:
- а) виконання німецьких наказів, отриманих через юденрат або безпосередньо від окупаційної влади;
- б) виконання розпоряджень юденрату;
- в) задоволення внутрішніх потреб общини.

До перших двох типів відносився збір контрибуцій, штрафів і податків, конфіскація майна, збір на примусові роботи, а у період депортації — участь в арештах для етапування населення у табори. До третього типу відносилась підтримка порядку і чистоти в громадських місцях, боротьба зі злочинністю.

### Чисельність
Чисельність єврейської поліції залежала від чисельності населення гетто. Так, наприклад, у Варшавському гетто у «Службі порядку» служили близько 2500 осіб, у Лодзі — 1200, у Львові — близько 500.